# Walther Sethe

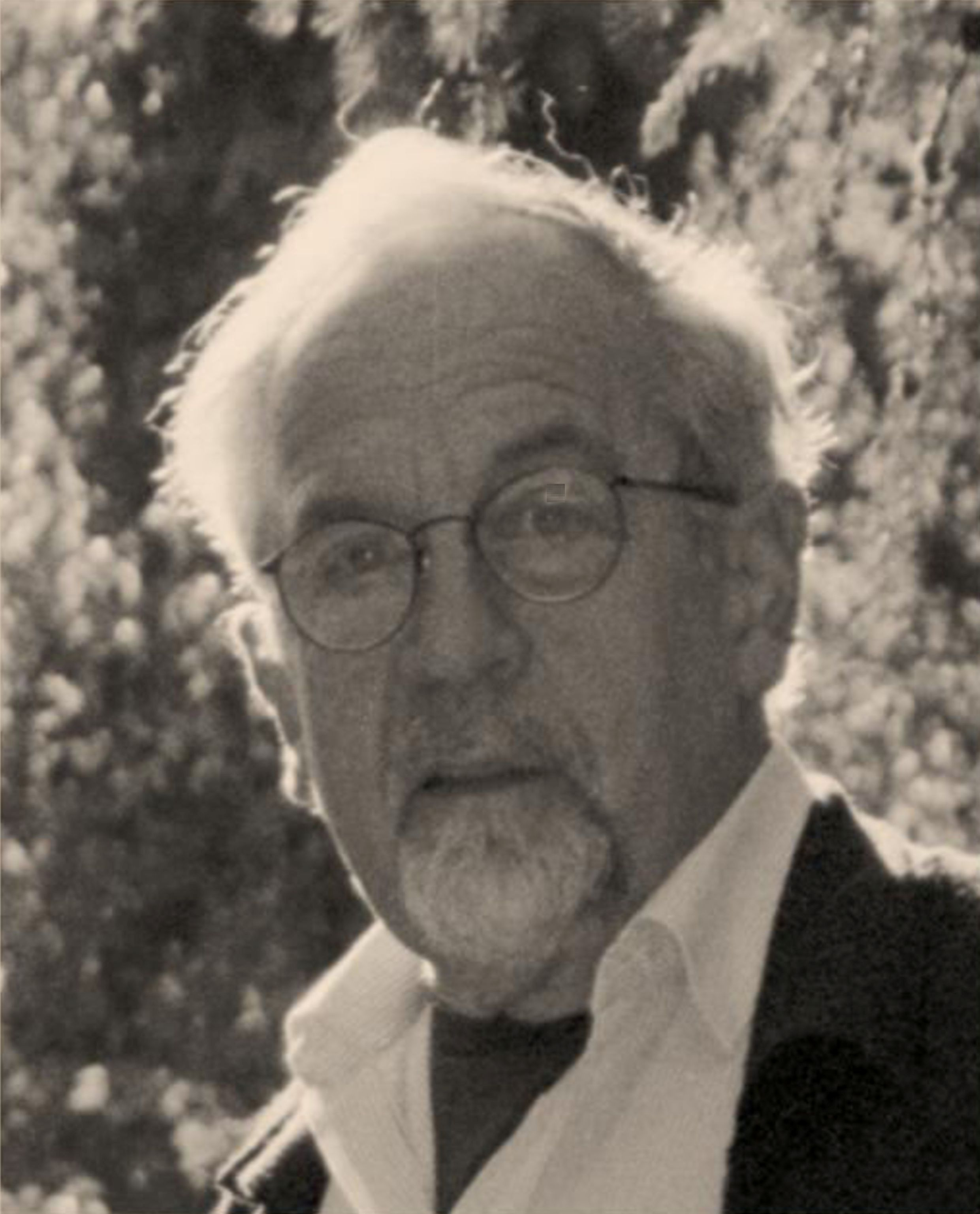
Walther Sethe

Walther Sethe (* 16. März 1930 in Wuppertal; † 22. Juli 2012 in Buxtehude) war ein deutscher Stadtdirektor.

## Leben
Walther Sethe war ein Sohn des Stadtdirektors von Lemgo, Walter Sethe. 1964 wurde der Jurist Leiter des Rechtsamtes von Marl. 1967 übernahm er die Stadtkämmerei und fungierte als Stellvertreter des Stadtdirektors. 1982 wurde das SPD-Mitglied zum Stadtdirektor gewählt. Walther Sethe galt als Finanzexperte machte sich aber bis zum Ausscheiden aus der Stadtverwaltung 1990 besonders auch um die Kultur der Ruhrgebietsstadt verdient. Das Marler Skulpturenmuseum Glaskasten, die Ansiedlung der Philharmonia Hungarica und des Grimme-Institut sind eng mit seinem Namen verbunden. Er war Gründungsmitglied der „Freunde des Adolf-Grimme-Preises“. Während seiner Zeit erklärte sich Marl zur „Atomwaffenfreien Zone“.